# Overton (Texas)
Overton és una població dels Estats Units a l'estat de Texas. Segons el cens del 2000 tenia 2.350 habitants.

## Demografia
Segons el cens del 2000, Overton tenia 2.350 habitants, 906 habitatges, i 629 famílies. La densitat de població era de 135,2 habitants/km².
Dels 906 habitatges en un 31,2% hi vivien nens de menys de 18 anys, en un 53,2% hi vivien parelles casades, en un 12,1% dones solteres, i en un 30,5% no eren unitats familiars. En el 27,7% dels habitatges hi vivien persones soles el 15,3% de les quals corresponia a persones de 65 anys o més que vivien soles. El nombre mitjà de persones vivint en cada habitatge era de 2,45 i el nombre mitjà de persones que vivien en cada família era de 2,99.
Per edats la població es repartia de la següent manera: un 25,7% tenia menys de 18 anys, un 8,4% entre 18 i 24, un 24,6% entre 25 i 44, un 22% de 45 a 60 i un 19,2% 65 anys o més.
L'edat mediana era de 38 anys. Per cada 100 dones de 18 o més anys hi havia 89,3 homes.
La renda mediana per habitatge era de 28.098 $ i la renda mediana per família de 34.662 $. Els homes tenien una renda mediana de 30.329 $ mentre que les dones 17.255 $. La renda per capita de la població era de 17.256 $. Aproximadament el 14,1% de les famílies i el 17,5% de la població estaven per davall del llindar de pobresa.

## Poblacions més properes
El següent diagrama mostra les poblacions més properes.